# Vale Carmo
Vale Carmo é uma aldeia de São Tomé e Príncipe, localiza-se no Distrito de Caué, ilha de São Tomé, próxima às localidades de Rosário e de Ermida.